# Tetragonia angustifolia
Tetragonia angustifolia är en isörtsväxtart som beskrevs av François Marius Barnéoud. Tetragonia angustifolia ingår i släktet tetragonior, och familjen isörtsväxter. Inga underarter finns listade i Catalogue of Life.